# Казючиц, Анна Юрьевна
Анна Юрьевна Казючиц (бел. Ганна Юр'еўна Казючыц; род. 10 июня 1983, Норильск, Красноярский край, РСФСР, СССР) — белорусская и российская актриса театра и кино, телеведущая НТВ.

## Биография
Родилась 10 июня 1983 года в Норильске. Отец — актёр Юрий Николаевич Казючиц (1959—1993) рано ушёл из жизни. Причиной смерти стало онкологическое заболевание, от которого актёр буквально сгорел через три месяца после установления диагноза. Отец окончил Щукинское театральное училище в 1980 году, где его однокурсниками были Сергей Маковецкий, Андрей Леонов и Людмила Нильская, снимался в «Комедии о Лисистрате», «Белых одеждах» по роману Владимира Дудинцева. Мать — врач-терапевт Надежда Ивановна Казючиц. Младшая сестра — Татьяна Казючиц (род. 1986) — певица и актриса, единокровная сестра — Анастасия Учар.
Из Норильска всей семьёй переехали в Красноярск, затем в Минск.
С 1996 по 2000 год Анна играла в Минске в Национальном академическом драматическом театре им. М. Горького и в Театре-студии киноактёра. Её лучшими ролями того периода считаются Офелия в шекспировском «Гамлете» и Мари в постановке «Щелкунчика». В 1999 году в возрасте 16 лет поступила в Щукинское театральное училище, которое окончила в 2004 году (худ. руководитель Евгений Князев). После окончания учёбы живёт и работает в Москве.
В начале декабря 2020 года стала ведущей ток-шоу «ДНК» на НТВ после того, как её предшественник Александр Колтовой погиб при крушении легкомоторного самолета. По словам самой Казючиц, ей нравится формат шоу, и добавила, что уже сама ранее принимала участие в передаче как эксперт, а своей честью называет продолжить дело Александра Колтового. 14 декабря 2020 года вышел первый выпуск ток-шоу «ДНК» с Анной Казючиц в роли ведущей.
Состоит в браке с актёром и режиссёром Егором Грамматиковым (род. 1967).

## Роли в театре

#### Национальный академический драматический театр им. М. Горького
- «Гамлет» Шекспира — Офелия
- «Щелкунчик» — Мари
- «Раскіданае гняздо» — танцующая русалочка

#### Московский драматический театр под руководством Армена Джигарханяна
- «Клоун и бандит» — Наташа

#### Театральная компания «Мегамарш»
«Три желания антиквара» — Янина

## Фильмография
- 1998 — Тюряга — Татьяна Соева
- 1999 — Каменская. Стечение обстоятельств — свидетельница
- 1999 — Рейнджер из атомной зоны — эпизод
- 2000 — В августе 44-го… — знакомая Аникушина
- 2002 — Воровка-2. Счастье напрокат — Аврора
- 2002 — Кодекс чести — Маша
- 2004 — Близнецы — Таня Назарова, эксперт-криминалист
- 2004 — Дунечка — Наташа, актриса театра
- 2004 — Ландыш серебристый 2 (1 серия «Дочка») — Лёля, девушка Лёвы
- 2004 — Мы умрём вместе — Ира
- 2004 — На безымянной высоте — Катя Соловьёва
- 2005 — Аэропорт (11 серия «Школа стюардесс») — пассажирка, которую обвиняют в мошенничестве
- 2005 — Даша Васильева 4. Привидение в кроссовках — Надя Колпакова
- 2005 — Любовница — Катя, любовница Сергея
- 2005 — Охота на асфальте — Катя, роженица
- 2005—2007 — Обречённая стать звездой — Наташа
- 2006 — Капитанские дети — Галина
- 2006 — Обрыв — Вера
- 2006 — Сыщики-5 (фильм 5 «Молчаливое согласие») — Маша Лужина
- 2006 — Утёсов. Песня длиною в жизнь — Зоя, балерина
- 2006—2007 — Моя Пречистенка — Настя, белошвейка, в которую влюблен юный князь Алекс Репнин
- 2007 — Дом на Английской набережной — Анна
- 2007 — Прощайте, доктор Чехов! — Лика Мизинова
- 2008 — Ваша остановка, мадам — Лера
- 2008 — Откуда берутся дети — Наташа
- 2008 — Синие ночи — Наташа Астахова, вожатая
- 2008 — Ставка на жизнь — Лиза Брагина
- 2009 — Предел желаний — Наташа, подруга детства Юли
- 2009 — Приказано уничтожить! Операция: «Китайская шкатулка» — Катя
- 2009 — Тухачевский. Заговор маршала — Юлия Кузьмина, скульптор
- 2009 — Час Волкова 3 (7 серия «Сыщик») — Юлия Брандт
- 2009 — Юленька — Вера, мама Юленьки
- 2010—2012 — Брат за брата — Лена, школьная учительница, возлюбленная Андрея Светлова
- 2010 — Для начинающих любить... — Ирина
- 2010 — Катино счастье — Анюта, медсестра в частной клинике
- 2010 — Пожар — Кристина и Женя, близнецы
- 2011 — В ожидании любви — Юлия, сестра Насти
- 2011 — В полдень на пристани — Полина, хозяйка ресторана
- 2011 — Группа счастья (1 серия) — Люся, сестра Ирины
- 2011 — Проездной билет — Ирина, помощница Позднякова
- 2011 — Участковый — Елена Ивановна Кравцова, социальный работник
- 2012 — Мать и мачеха — Татьяна Заболотная
- 2012 — Мечтать не вредно — Ксения, дочь мэра
- 2012 — Нечаянная радость — Ольга, дочь Томашевского
- 2012 — Ой, ма-моч-ки! — Варя Алексеева, стюардесса
- 2012 — Твой мир — Рита
- 2012—2015 — Дельта — Татьяна Лобанова
- 2013 — Дурная кровь — Оксана Геннадьевна Нечаева, мачеха Руслана
- 2013 — Клянёмся защищать — Манюня
- 2013 — Кривое зеркало души — Ксения, дочь Голицына
- 2013 — Я оставляю вам любовь — Алла
- 2014 — Господа-товарищи — Катя
- 2014 — Королева бандитов — Алла, бывшая жена Виктора
- 2014 — Прости меня, мама — Людмила Штанева
- 2014 — Улыбка пересмешника — Анжелика Паршина, любовница Кирилла
- 2015 — Домработница — Ольга Калинина
- 2015 — Опекун — Алла
- 2015 — Пенсильвания — Нина Сергеевна Туманова, учительница
- 2016 — Вышибала — Вика Погодина, психолог
- 2016 — Коварные игры — Катя, тётя Любы
- 2017 — Третья жизнь Дарьи Кирилловны — Даша
- 2017 — Лесник. Своя земля — Алиса Шереметьева, певица
- 2017 — Мужики и бабы
- 2017 — Праздник разбитых сердец — Рита, стилист
- 2017 — Такая, как все — Валентина Гуляева, дочь Юрия, заместитель управляющего банком
- 2018 — В чужом краю — Татьяна, жена Сергея
- 2018 — По щучьему велению — Елена Максимовна Быкова, жена Николая, бухгалтер
- 2018 — Роковое SMS — Лариса Игнатова
- 2018 — Таисия — Алевтина Овсянникова, жена Сергея
- 2018 — Цена прошлого — Мария Головина
- 2019 — Кривое зеркало любви — Наталья Личевская, хозяйка частной клиники
- 2019 — Лабиринт иллюзий — Марго
- 2019 — Скажи что-нибудь хорошее — Марина, секретарь Максима
- 2019 — Страсти по Зинаиде — Наталья Кириленко, бывшая жена Олега
- 2020 — Когда-нибудь наступит завтра — Маргарита
- 2020 — Курорт цвета хаки — Светлана
- 2021 — Ночной переезд — Татьяна
- 2024 — Тверская. Любой ценой — Алла Липранди

## Озвучивание
- 2005 — Аэропорт — Вика